# Håkan Ericson
Håkan Ericson (* 29. května 1960, Åby, Švédsko) je švédský fotbalový trenér, který od roku 2011 vede švédskou reprezentaci do 21 let.

## Hráčská kariéra
Během své hráčské kariéry nastupoval za švédské kluby Åby IF, FK Kick a IK Sleipner.

## Trenérská kariéra
Od roku 1983 vedl řadu klubů ve Švédsku (viz infobox).
Na Mistrovství Evropy hráčů do 21 let 2015 konaném v Praze, Olomouci a Uherském Hradišti dovedl švédskou reprezentaci do 21 let k prvnímu titulu pro Švédsko v této kategorii.